# Buinjski Riječani
Buinjski Riječani is een plaats in de gemeente Dvor in de Kroatische provincie Sisak-Moslavina. De plaats telt 17 inwoners (2001).